# Šalovci (plaats)
Šalovci (Hongaars: Sall, Duits: Schabing) is een plaats in Slovenië en maakt deel uit van de gemeente Šalovci in de NUTS-3-regio Pomurska. De plaats telde 381 inwoners op 1 januari 2020.